# Tomáš Bezdeda

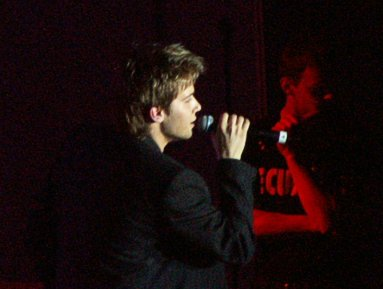
Tomáš Bezdeda

Tomáš Bezdeda (* 2. Dezember 1985 in Žilina, Tschechoslowakei) ist ein slowakischer Sänger. Er war der Finalist der ersten Serie der slowakischen Castingshow Slowakei sucht den Superstar (slowakische Version der deutschen Castingshow Deutschland sucht den Superstar), wo er den dritten Platz gewann. Darüber hinaus nahm er an der slowakischen Ausgabe von Let's dance teil. Er studiert an der Wirtschaftsuniversität Bratislava.
Im Jahr 2009 nahm er mit dem Titel Každý z nás (Jeder von uns) am slowakischen Vorentscheid für den Eurovision Song Contest in Moskau teil und belegte hinter Kamil Mikulcík & Nela Pocisková und der Gruppe Mukatado mit 15,1 % der Stimmen den dritten Platz. 2010 nahm er erneut am Vorentscheid für den Eurovision Song Contest teil und wurde mit Na strechách domov (Auf den Dächern der Häuser) hinter Kristína Peláková und Mista wieder Dritter. Ende 2010 erschien die Single Málo (Ein wenig).

## Diskographie
- 2005 – Obyčajné slová (Gewöhnliche Worte) – Sony BMG, CD
- 2006 – Ostrov (Die Insel) – Sony BMG, CD